# Dekanat Rugby
Dekanat Rugby – jeden z 18 dekanatów rzymskokatolickiej archidiecezji Birmingham w Wielkiej Brytanii. W jego skład wchodzi 8 parafii.

## Lista parafii
| Lp. | Miejscowość | Parafia                                              | Kościół                                                           | Grafika |
| --- | ----------- | ---------------------------------------------------- | ----------------------------------------------------------------- | ------- |
| 1   | Rugby       | Parafia Angielskich Męczenników                      | Kościół Angielskich Męczenników w Rugby                           |         |
| 2   | Nuneaton    | Parafia Najświętszej Maryi Panny Anielskiej          | Kościół Najświętszej Maryi Panny Anielskiej w Nuneaton            |         |
| 3   | Bulkington  | Parafia Niepokalanego Serca Najświętszej Maryi Panny | Kościół Niepokalanego Serca Najświętszej Maryi Panny w Bulkington |         |
| 4   | Rugby       | Parafia Najświętszego Serca Jezusowego               | Kościół Najświętszego Serca Jezusowego w Rugby                    |         |
| 5   | Nuneaton    | Parafia św. Anny                                     | Kościół św. Anny w Nuneaton                                       |         |
| 6   | Atherstone  | Parafia św. Benedykta                                | Kościół św. Benedykta w Atherstone                                |         |
| 7   | Bedworth    | Parafia św. Franciszka z Asyżu                       | Kościół św. Franciszka z Asyżu w Bedworth                         |         |
| 8   | Rugby       | Parafia Najświętszej Maryi Panny                     | Kościół Najświętszej Maryi Panny w Rugby                          |         |